# Mittelpöllnitz
Mittelpöllnitz es un municipio situado en el distrito de Saale-Orla, en el estado federado de Turingia (Alemania), a una altitud de 330 metros. Su población a finales de 2016 era de unos 275 habitantes y su densidad poblacional, 55 hab/km².
Se encuentra ubicado a poca distancia al norte de la frontera con los estados de Sajonia y Baviera.

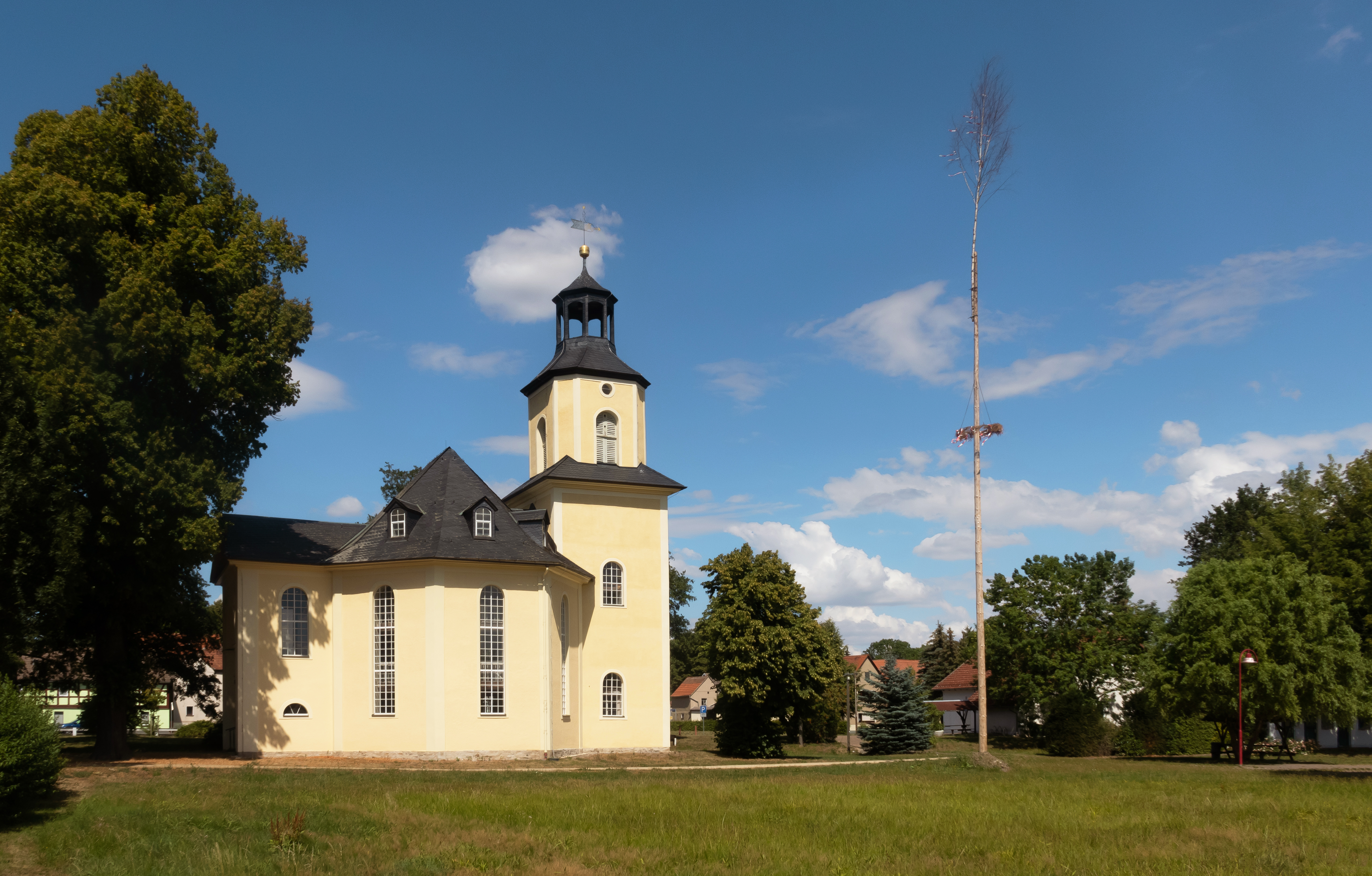
Mittelpöllnitz, la iglesia

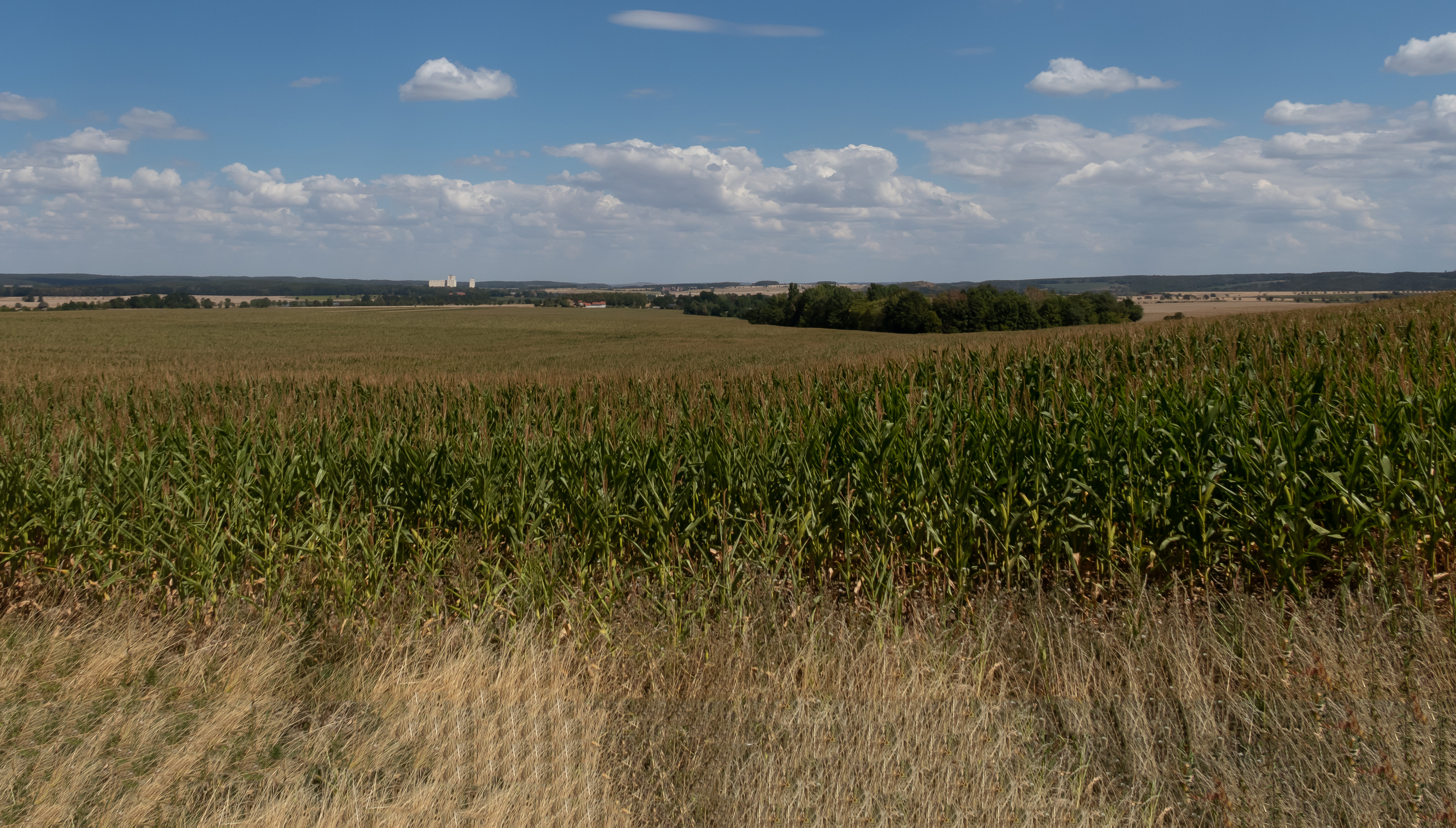
Panorama entre Mittelpöllnitz y Braunsdorf